# ウォーキング・マン
『ウォーキング・マン』（Walking Man）は、シンガーソングライター、ジェームス・テイラーの5枚目のスタジオ・アルバム。
1974年7月に発売されたが、テイラーのそれまでの作品と比べると成功したとは言えず、ビルボードのアルバムチャートで13位に達し、アメリカ国内で30万枚が売れるに留まった。テイラーにとって、2008年の『カヴァーズ』以前ではRIAAのゴールドないしプラチナ認定を受けなかった唯一のアルバムである。
アルバムからの最初のシングルとしてリリースされたタイトル曲は結局アメリカでビルボード・ホット100に入ることはなかったが、それにも関わらず今日でもファンの間ではお気に入りの曲として取り上げられている。また、「ウォーキング・マン」は1974年10月にイージーリスニングチャートでは26位に達している。
「ハロー・オールド・フレンド」は試合前の放送がロマ・プリータ地震によって中断されるまでABCでの1989年のワールドシリーズ第3戦の報道のイントロで使用された。
| 専門評論家によるレビュー      | 専門評論家によるレビュー |
| レビュー・スコア              | レビュー・スコア         |
| 出典                          | 評価                     |
| ----------------------------- | ------------------------ |
| オールミュージック            | [ 2 ]                    |
| Encyclopedia of Popular Music | [ 3 ]                    |
| MusicHound                    | 2/5                      |
| ローリング・ストーン          | (not rated)              |
| The Rolling Stone Album Guide | [ 6 ]                    |

## 収録曲
特記あるものを除き全曲ジェームス・テイラーの作詞作曲
サイド1
1. 「ウォーキング・マン」"Walking Man" – 3:30
2. 「ロックンロール・イズ・ミュージック・ナウ」"Rock 'n' Roll Is Music Now" – 3:25
3. 「レット・イットオール・フォール・ダウン」"Let It All Fall Down" – 3:30
4. 「ミー・アンド・マイ・ギター」"Me and My Guitar" – 3:30
5. 「ダディーズ・ベイビー」"Daddy's Baby" – 2:37

サイド2
1. 「エイント・ノー・ソング」"Ain't No Song" (ジョーイ・レヴァイン（英語版）、デヴィッド・スピノザ) – 3:28
2. 「ハロー・オールド・フレンド」"Hello Old Friend" – 2:45
3. 「マイグレイション」"Migration" – 3:14
4. 「約束の地」"The Promised Land" (チャック・ベリー) – 4:03
5. 「フェイディング・アウェイ」"Fading Away" – 3:32

## パーソネル
- ジェームス・テイラー – リード・ボーカル、バッキング・ボーカル (1-4, 6)、アコースティック・ギター (1-8, 10)、編曲
- デヴィッド・スピノザ – エレクトリック・ギター (1, 4, 6, 7, 9, 10)、アコースティック・エレクトリック・ギター (1)、エレクトリック・ピアノ (2)、アコースティック・ギター (4)、オルガン (8)、編曲
- ヒュー・マクラッケン – エレクトリック・ギター (2, 3, 6, 9, 10)、ハーモニカ (4)、アコースティック・ギター (8)
- ケニー・アスチャー – エレクトリック・ピアノ (1, 3, 6)、アコースティック・ピアノ (2, 7, 8, 10)、オルガン (9)
- ドン・グロルニック – アコースティック・ピアノ (4, 9)、オルガン (4, 10)、Vox humana (5, 8)
- ラルフ・シュケット – クラヴィネット (6)、エレクトリック・ピアノ (7)
- アンディ・ムソン – ベース (1-4, 6-10)
- リック・マロッタ – ドラムス (1-4, 6-10)、バッキング・ボーカル (2)
- ラルフ・マクドナルド – パーカッション (1, 3, 4, 6, 8)
- ジーン・オルロフ（英語版） – ストリングス (1, 4, 7)、コンサートマスター (1, 4, 7)
- ジョージ・ヤング – アルト・サクソフォーン (2, 6, 7, 9)
- ケニー・バーガー – バリトン・サクソフォーン (2, 6, 9)
- マイケル・ブレッカー – テナー・サクソフォーン (2, 6, 9)
- バリー・ロジャース（英語版） – トロンボーン (2, 6, 9)
- ランディ・ブレッカー – トランペット (2, 7)
- アラン・ルービン（英語版） – トランペット (2, 4, 6, 7, 9)
- ハワード・ジョンソン（英語版） – チューバ (2, 6, 9)
- ピーター・ゴードン（英語版） – フレンチホルン (4, 7)
- ジョージ・マージ – オーボエ (4, 7)
- リンダ・マッカートニー – バッキング・ボーカル (2, 3)
- ポール・マッカートニー – バッキング・ボーカル (2, 3)
- カーリー・サイモン – バッキング・ボーカル (2-6)
- ピーター・アッシャー – バッキング・ボーカル (4, 6)

### 製作
- プロデューサー – デヴィッド・スピノザ
- エンジニア兼ミキサー - ハリー・マスリン（英語版）
- エンジニア助手 – ブレイズ・キャステラーノおよびデヴィッド・ヘンソン
- デザイン – ロッド・ダイヤー
- 写真撮影 – リチャード・アヴェドン